# City of Derry repülőtér
A City of Derry repülőtér (IATA: LDY, ICAO: EGAE) Észak-Írország egyik nemzetközi repülőtere, amely Londonderry közelében található. Éves utasforgalma 163 379 fő (2022).

## Futópályák
A repülőtér futópályái:
- 08/26 (1969 m, 45 m, aszfalt)

## Forgalom
Az utasforgalom az elmúlt években az alábbi módon változott:
| Utasok száma | 9626 | 11 548 | 37 213 | 64 302 | 162 704 | 234 487 | 345 857 | 384 973 | 185 843 | 163 379 |
|              | 1981 | 1985   | 1991   | 1995   | 2000    | 2004    | 2009    | 2013    | 2018    | 2022    |